# Decachaeta
Decachaeta, rod glavočika iz podtribusa Hebecliniinae, dio tribusa Eupatorieae. Sastoji se od 9 vrsta iz Srednje Amerike

## Opis
Decachaeta je mali rod grmlja koji raste u Meksiku i Srednjoj Americi. Karakteriziran je relativno kratkim, širim nego dužim, pomalo dvousnim i reflektiranim privjescima prašnika, 4-5 rebrastih cipsela s relativno malo papusa (10-30), listopadnim čekinjama i brojem kromosomske baze x=16 ( koja se dijeli s Bartlettinom i Eupatoriastrumom.) Većina vrsta ima okrugle, prugaste stabljike i naizmjenične listove s peteljkama. Decachaeta uključuje D. pyramidalis, koju su King i Robinson (1969.) izdvojili kao monotipski rod Erythradenia, koji se prvenstveno razlikuje po kraćem papusu. Rod Mexianthus koji ima sferne grozdove pojedinačnih glavica s 1 cvjetom također je blizu Decachaete i vjerojatno bi ga trebalo uključiti u njega..

## Vrste
1. Decachaeta haenkeana DC.
2. Decachaeta incompta (DC.) R.M.King & H.Rob.
3. Decachaeta ovandensis (Grashoff & Beaman) R.M.King & H.Rob.
4. Decachaeta ovatifolia (DC.) R.M.King & H.Rob.
5. Decachaeta perornata (Klatt) R.M.King & H.Rob.
6. Decachaeta pyramidalis (B.L.Rob.) S.Sundberg, C.P.Cowan & B.L.Turner
7. Decachaeta scabrella (B.L.Rob.) R.M.King & H.Rob.
8. Decachaeta serboana B.L.Turner
9. Decachaeta thieleana (Klatt) R.M.King & H.Rob.

## Sinonimi
Nema.